# Poyo (piedra)

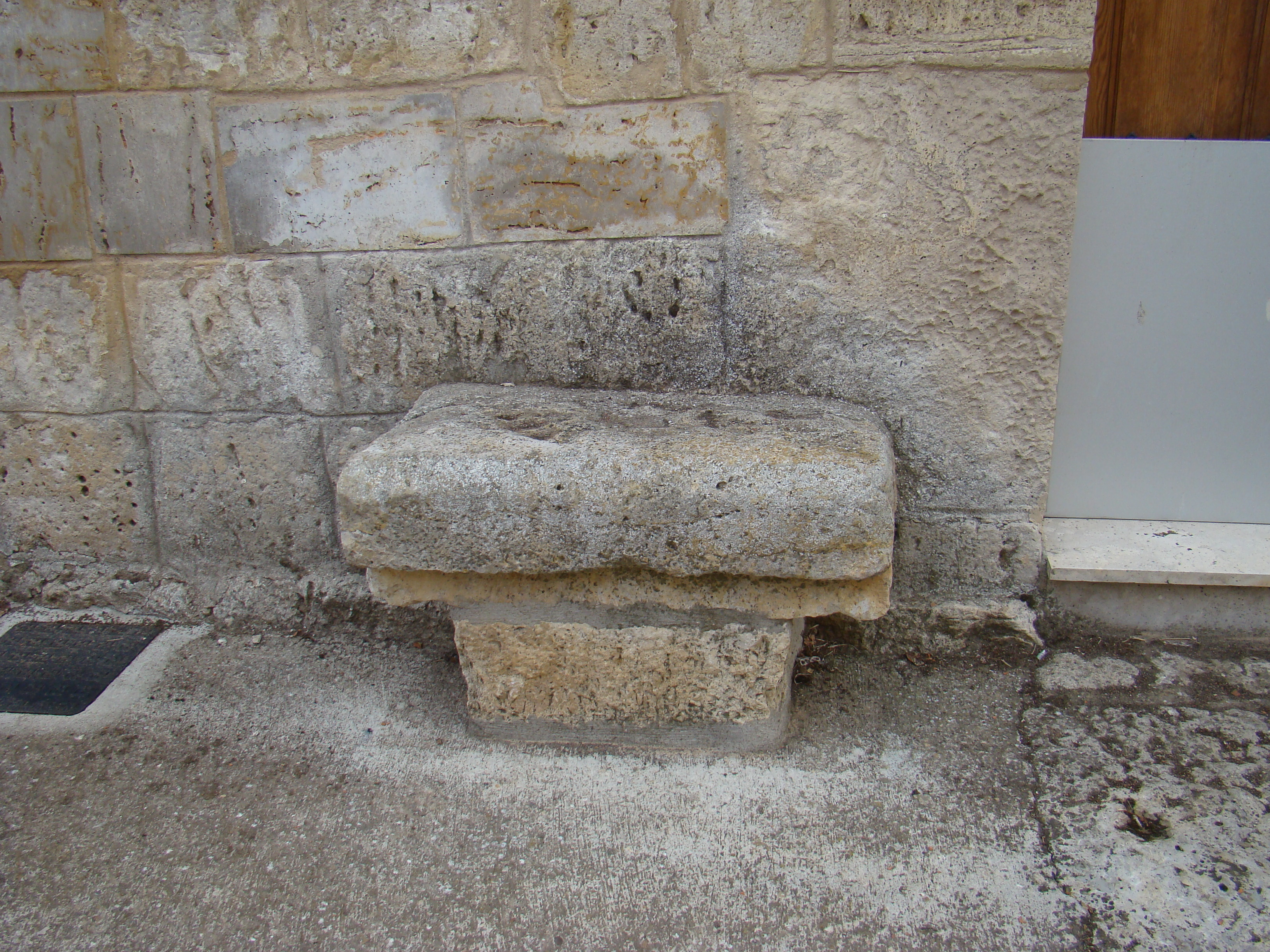
Poyo adosado a un muro

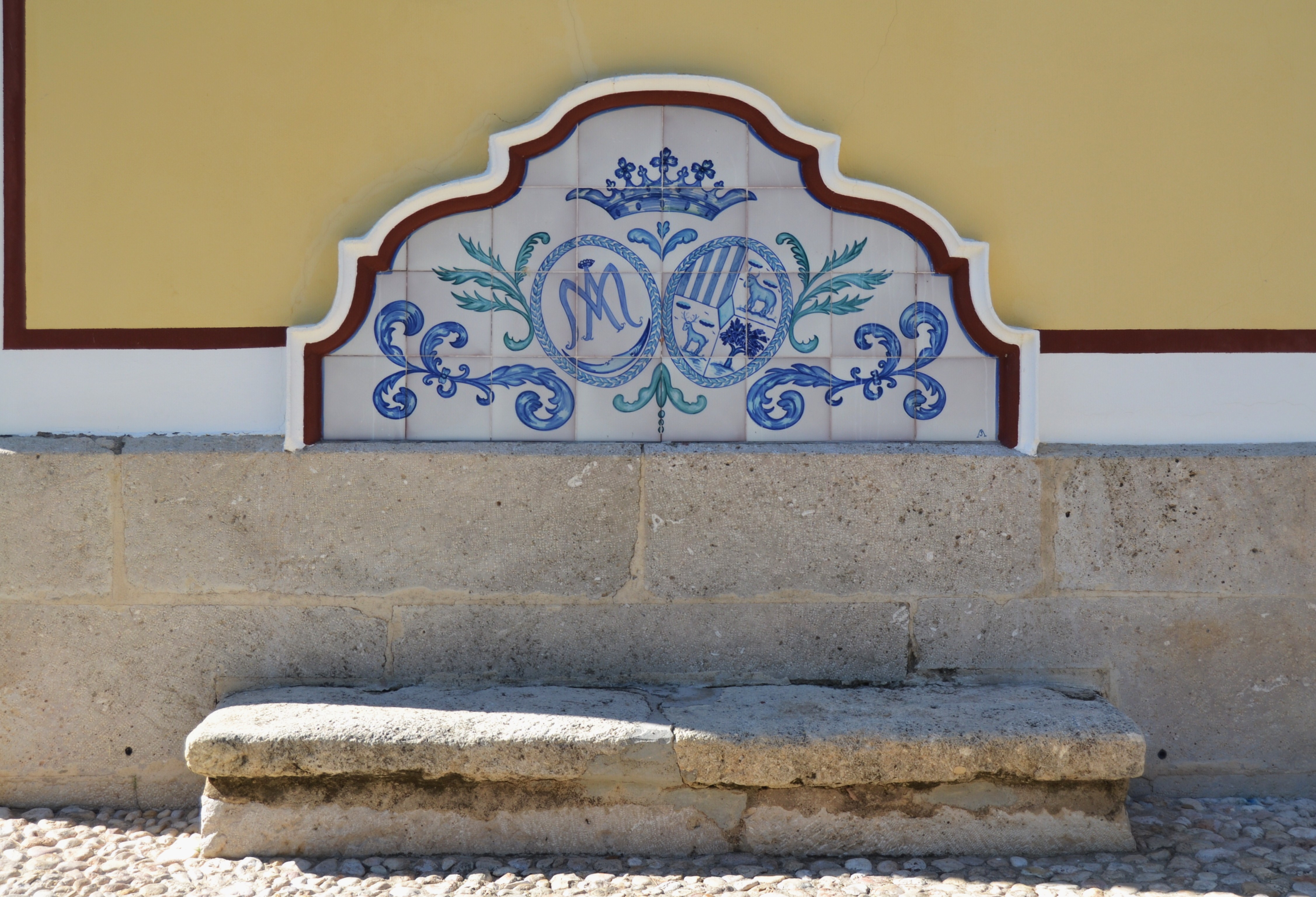
Poyo en Anna, Comunidad Valenciana

Un poyo se define como un banco de piedra o de obra, especialmente cuando se encuentra adosado a una pared.
En una de las formas más típicas y sencillas el poyo consistía en una simple piedra escuadrada de tamaño medio.

## Etimología
El vocablo «poyo» deriva del latino podium, «repisa».

## Funciones del poyo
- La primera función de un poyo es la de servir de asiento, aunque se podía utilizar como base para ciertos trabajos. Hay bancos de piedra pequeños en los que a duras penas puede sentarse una persona. Y los hay muy grandes con capacidad para muchas personas.
- Otra función es la de servir de plataforma auxiliar para subir a caballo o desmontar

Los persas usaban piedras similares para el mismo servicio.
- En épocas de carros y caballerías y calles pequeñas, un poyo proporcionaba una cierta protección a los peatones al impedir que un carro se acercara demasiado a la pared.
- En muchos casos los bancos de piedra tenían una función decorativa además de práctica.
- Hay referencias numerosas de bancos de piedra bastante llamados como puntos de reunión social.

En verano la gente se sentaba en un poyo o cerca, disfrutando de la fresca y de la conversación.
También eran típicas las procesiones de visitantes ocasionales, o de paso, que iban siguiendo los poyos más animados.